# Gruzijska pravoslavna Crkva
Apostolska Autokefalna Pravoslavna Crkva Gruzije (gruz. საქართველოს სამოციქულო ავტოკეფალური მართლმადიდებელი ეკლესია, transliterirano: sakartvelos samotsikulo avt'ok'epaluri martlmadidebeli ek'lesia), poznatija kao Gruzijska Pravoslavna Crkva je autokefalna pravoslavna crkva u punom zajedništvu s drugim crkvama istočnog pravoslavlja.

## Pregled
Dominantna je religija u Gruziji, a većina Gruzina su pripadnici ove Crkve. Ima ih oko 3,5 milijuna. Jedna je od najstarijih crkava na svijetu. Njeni korijeni mogu se pratiti sve do rane i kasne kristijanizacije Iberije i Kolhide koju je provodio Sveti Andrija u 1. stoljeću, odnosno sv. Nino u 4. stoljeću. Kao i u sličnim autokefalnim pravoslavnim kršćanskim crkvama, najviše upravno tijelo crkve je sveta sinoda biskupa. Na čelu Gruzijske pravoslavne crkve nalazi se patrijarh-katolikos sve Gruzije, arhiepiskop mchetski i tbiliski Ilija II.

## Povijest
Kada su apostoli krenuli širiti Evanđelje u području Kavkaza, pošao je i apostol Andrija. U te krajeve navodno su otišli i apostoli Šimun i Matej. Prvu biskupiju u tim krajevima podigao je sam apostol Matej, u gradu Atskuriju. Najstarija crkva je podignuta u 3. stoljeću u selu Nastakisi. 
Od godine 303., Sveta Nino propovijedala je evanđelje u Gruzijskom carstvu (istočni dio) i za njeno vrijeme (327.) kršćanstvo je postalo državnom religijom, za vladavine Mirijana III. i kraljice Nane. Zapadni dio Gruzije je tada bio pod Rimskimg carstvom, koje je kršćanstvo jedno vrijeme progonilo, zato je kršćanstvo došlo kasnije, službeno 523. godine, pod carem Egrisijem. Kao sveca zaštitnika države odabrali su sv. Jurja.
Istočno pravoslavno kršćanstvo bilo je državna religija kroz veći dio povijesti Gruzije, sve do 1921. godine, kada je Gruziju tijekom rusko-gruzijskog rata osvojila ruska Crvena armija, a ona postala dijelom Sovjetskog saveza. Trenutni Ustav Gruzije priznaje posebnu ulogu Gruzijske pravoslavne crkve u povijesti zemlje, ali također propisuje neovisnost crkve od države. Odnosi s vladom dodatno su definirani i regulirani Konkordatom iz 2002. godine, kojeg su potpisali tadašnji gruzijski predsjednik Eduard Ševardnadze i patrijarh Ilija II. 14. listopada 2002. godine u katedrali Svetichoveli u Mcheti.

## Vanjske poveznice
- Službena stranica Gruzijske pravoslavne Crkve